# Sófanes
Sófanes (Sophanes, Σωφάνης) fue un militar ateniense nativo del demo de Decelia.
En la guerra entre Atenas y Egina justo antes de la invasión persa (490 a. C.) mató en combate singular a Euríbates, que antes había matado tres atenienses en otros combates. En la batalla de Platea (479 a. C.) se destacó por su valor. En el 465 a. C. se unió a Leagro en el mando de diez mil atenienses que intentaron colonizar Anfípolis y murió en una batalla contra los edonos en Dato.